# Њижна Слана
Њижна Слана (слч. Nižná Slaná) насељено је мјесто са административним статусом сеоске општине (слч. obec) у округу Рожњава, у Кошичком крају, Словачка Република.

## Становништво
| Година:    | 1994. | 2004.    | 2014.   | 2024.   |
| ---------- | ----- | -------- | ------- | ------- |
| Број људи: | 1073  | 1207     | 1247    | 1240    |
| Разлика:   |       | +12,48 % | +3,31 % | -0,56 % |

| Година:    | 2023. | 2024.   |
| ---------- | ----- | ------- |
| Број људи: | 1248  | 1240    |
| Разлика:   |       | -0,64 % |

Према подацима о броју становника из 2011. године насеље је имало 1.222 становника.